# Conchopus borealis
Conchopus borealis är en tvåvingeart som beskrevs av Sadao Takagi 1965. Conchopus borealis ingår i släktet Conchopus och familjen styltflugor. Inga underarter finns listade i Catalogue of Life.